# Giulia (figlia di Cesare)
Giulia (in latino Iulia; Roma, 76 a.C. – Roma, agosto 54 a.C.) è stata una nobildonna romana, figlia di Gaio Giulio Cesare e della sua seconda moglie Cornelia, nonché quarta moglie di Gneo Pompeo Magno.

## Biografia
Giulia nacque a Roma nel 76 a.C., figlia di Gaio Giulio Cesare e della sua seconda moglie, Cornelia. Era la sua unica figlia e la sua unica discendente legittima. Rimase orfana di madre a sette anni, nel 69 a.C., e venne affidata alla nonna paterna, Aurelia Cotta.
Giunta in età da marito, venne fidanzata a un certo Servilio Cepione, la cui identità non è certa, anche se è stato congetturato che possa trattarsi del famoso cesaricida Marco Giunio Bruto, che per un periodo, dopo essere stato adottato da suo zio, fu noto come Quinto Servilio Cepione Bruto, ma la cosa è improbabile perché gli storici coevi citano separatamente "Marco Giunio" e tale Cepione. Per questo, un'altra ipotesi è che lo stesso zio di Bruto fosse effettivamente il promesso sposo di Giulia.
Il fidanzamento venne in seguito sciolto nell'aprile del 59 a.C., e nello stesso anno Giulia sposò Gneo Pompeo Magno, di cui fu la quarta moglie e con cui suo padre aveva appena formato l'alleanza nota come Primo Triumvirato. Il matrimonio legava i due maggiori esponenti politici dell'epoca e fu perciò accolto con inquietudine, soprattutto dagli optimates come Cicerone e Catone il Giovane. Il primo disprezzava Pompeo e lo riteneva un arrampicatore sociale di umili origini con aspirazioni di tirannia, il secondo era scandalizzato che la politica romana fosse scaduta al punto da essere decisa da matrimoni e divorzi.
Il matrimonio fu reciprocamente vantaggioso. Pompeo, dopo aver divorziato da Mucia Terzia nel 61 a.C., era alla ricerca di una nuova moglie che potesse elevare ulteriormente il suo status, ma la sua proposta nello stesso anno a Catone il Giovane, fra i suoi principali avversari, di sposare una sua nipote e dare l'altra in sposa a uno dei suoi due figli era stata rifiutata, sebbene sia la moglie che la sorella, la madre delle ragazze, avessero cercato di convincerlo ad accettare. Cesare, d'altra parte, si era appena assicurato, sposando Calpurnia, figlia di Lucio Calpurnio Pisone e sua quarta e ultima moglie, un'alleanza importante ed era alla ricerca di un ulteriore legame che cementasse la sua posizione.
Sebbene fosse trent'anni più giovane del marito, Giulia, nota per la sua bellezza, gentilezza e virtù, era sinceramente innamorata di Pompeo ed era da lui ricambiata, tanto che Pompeo, per la prima volta, rinunciò ad assumere personalmente un incarico assegnatogli, il governo della Hispania Ulterior, per rimanere invece a Roma con la nuova moglie, accettando l'incarico di prefetto dell'annona, che poteva svolgere rimanendo in città, mentre governava la sua provincia tramite delegati.
Giulia aveva una certa influenza sul marito, che convinse a patrocinare artisti e letterati e forse lo accompagnò alla dedicazione del Teatro di Pompeo, nel 55 a.C. Era anche rispettata da suo marito: quando Gaio Memmio, un partigiano di Pompeo, tentò di sedurre Giulia tramite lettere consegnate da Nicia di Kos, che Pompeo aveva aiutato a ottenere la cittadinanza, lei consegnò le lettere al marito, che ruppe immediatamente ogni legame coi due e, nel 52 a.C., riuscì a ottenere per Memmio addirittura l'esilio, varando la lex Pompeia de ambitu.
Nel 56 o 55 a.C., Giulia rimase incinta, ma alcuni mesi dopo Pompeo fu coinvolto in un tafferuglio durante l'elezione degli edili e si macchiò la veste di sangue. Incaricò quindi uno schiavo di portare la toga macchiata a casa e di portargliene una nuova, ma quando Giulia vide la veste insanguinata credette che lo schiavo le portasse la notizia dell'assassino del marito e lo shock fu tale da provocarle uno svenimento seguito da un aborto spontaneo che ne minò la salute. In seguito rimase nuovamente incinta, ma, già indebolita, nell'agosto del 54 a.C. morì subito dopo il parto. Il nascituro, su cui le fonti non sono concordi se si trattasse di un figlio o una figlia, morì pochi giorni dopo.
Cesare ricevette la notizia della morte della figlia e del nipote qualche giorno dopo, in Britannia, dove era stanziato con le sue legioni. Pompeo soffrì molto la perdita di Giulia, e la sua morte recise l'ultimo legame fra lui e Cesare, che poco dopo si sarebbero affrontati in una guerra civile che portò alla vittoria di Cesare e alla fine della Repubblica, sostituita dall'Impero. A dimostrazione del fatto che ormai l'alleanza fra i due era logorata, Pompeo rifiutò la proposta di Cesare di sposare sua nipote Ottavia (la sorella di Ottaviano, all'epoca sposata con Gaio Claudio Marcello e riluttante a divorziarne), e una volta concluso il lutto sposò invece Cornelia Metella.
Dopo la cremazione di Giulia, Pompeo avrebbe voluto conservarne le ceneri nella loro villa preferita, sui Colli albani, ma la volontà del popolo, da cui Giulia era molto amata, fece sì che venisse invece sepolta, con un permesso apposito, nel Campo di Marte, vicino al Foro, riuscendo a prevalere persino sul console Lucio Domizio Enobarbo, il quale, ostile sia a Cesare che a Pompeo, aveva forzato i tribuni della plebe a emettere un veto alla sepoltura.
Dieci anni dopo, la pira funebre di Cesare sarebbe stata eretta a poca distanza dalla tomba della figlia, anche se alla fine venne spostata nel Foro per permettere a più gente di presenziare. Pochi mesi dopo, a maggio 44 a.C., quando l'erede di Cesare, Ottaviano, entrò a Roma, un fulmine colpì il monumento a Giulia, che il ragazzo interpreto come un presagio, che onorò due anni dopo, il 26 settembre 42 a.C., organizzando dei grandi giochi funebri in onore del padre adottivo e di altri parenti, che includevano giochi di gladiatori e giuramenti ai Mani.

## Nella cultura successiva

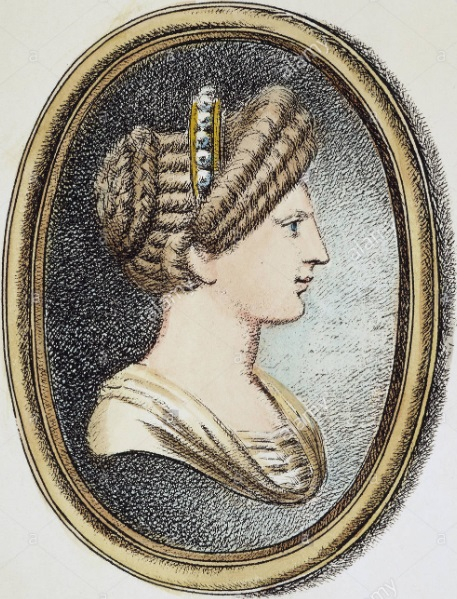
Rappresentazione di Giulia del XVIII secolo

Nella Pharsalia di Lucano, Giulia appare come fantasma al marito Pompeo, accusandolo di essersi risposato con Cornelia Metella e di aver così causato la guerra civile.
Nel rinascimento, il poeta Carlo Marsuppini scrisse un elogio a Piccarda Bueri paragonandola a Giulia, ritratta come esempio di devozione e fedeltà.
Nella Divina commedia, Giulia compare nel Limbo, il luogo dove riposano i pagani virtuosi.